# Euryproctus alpinus
Euryproctus alpinus är en stekelart som beskrevs av Holmgren 1857. Euryproctus alpinus ingår i släktet Euryproctus och familjen brokparasitsteklar. Arten är reproducerande i Sverige. Inga underarter finns listade i Catalogue of Life.